# Рудник Карнаб
Рудник Карнаб – колишній гірничодобувний майданчик в центральному Узбекистані, у західній частині хребта Зірабулак.
Розробка покладів олова в районі Карнабу почалась ще у стародавні часи, в першій половині 2-го тисячоліття до н.е. Вважається, що цим займались представники катакомбної, зрубної та андроновської культур, зокрема, виявлена у селищі гірників Карнаб-Січконі кераміка належить андроновській культурі, а саме селище датується XVIII-XIV століттями до н.е. 
Сучасними геологами виявлені стародавні виробітки різного типу – щілиновидні кар’єри (найбільш розповсюджені), штольні та підземні камери. Один з елементів, що отримав назву «Великий кар’єр» , мав довжину 140 метрів при ширині до 25 метрів та глибині 3 метра, втім, вважається, що він став наслідком руйнування підземних виробіток та просідання породи. Інший нестандартний елемент становив собою колодязь глибиною 15 метрів та діаметром 0,5 метра, сполучений з двома камерами. Також можливо відзначити, що оскільки виплавка власне олова вимагала значних обсягів деревного вугілля, цей елемент виробничого ланцюжка відбувався десь в іншому місці, а не у посушливих Зірабулацьких горах.
Вивчення Карнабу в наші часи почалось в 1944-му, а з 1951-го родовище ввели у розробку. Втім, вже у 1958-му роботи були припинені, при цьому вважається, що запаси родовища відпрацювали лише частково.